# Équipe de Suisse de football en 2004
Cet article présente l'année 2004 pour l'équipe de Suisse de football. Elle participe pour la deuxième fois de son histoire à un championnat d'Europe. Elle se trouve dans le groupe B composé de la France, de l'Angleterre et de la Croatie. Les Helvètes terminent dernier de ce groupe avec un seul point obtenu contre la Croatie (0-0) et deux défaites contre la France (3-1) et l'Angleterre (3-0). Le seul buteur suisse de la compétition est Johan Vonlanthen, qui reste à ce jour le plus jeune joueur à avoir marqué un but lors de la phase finale d'un Euro.

## Bilan
|           | Nombre de matchs | Victoires | Défaites | Matchs nul | Buts marqués | Buts encaissés |
| Domicile  | 6                | 3         | 1        | 2          | 10           | 4              |
| Extérieur | 3                | 0         | 2        | 1          | 3            | 5              |
| Neutre    | 3                | 0         | 2        | 1          | 1            | 6              |
| Total     | 12               | 3         | 5        | 4          | 14           | 15             |

## Matches et résultats
| Match amical                                | Maroc                    | 2 - 1   | Suisse   | Complexe Sportif Moulay Abdallah, Rabat      |                                              |
| 18 février 2004 · Historique des rencontres | Ajeddou 79e · Iajour 82e | (0 - 0) | 90e Frei | Spectateurs : 3 000 Arbitrage : Kamel Berber | Spectateurs : 3 000 Arbitrage : Kamel Berber |
| 18 février 2004 · Historique des rencontres | Rapport                  |         |          | Spectateurs : 3 000 Arbitrage : Kamel Berber | Spectateurs : 3 000 Arbitrage : Kamel Berber |

| Match amical                             | Grèce        | 1 - 0   | Suisse | Pankritio, Heraklion                          |                                               |
| 31 mars 2004 · Historique des rencontres | Tsiartas 55e | (0 - 0) |        | Spectateurs : 33 000 Arbitrage : René Temmink | Spectateurs : 33 000 Arbitrage : René Temmink |
| 31 mars 2004 · Historique des rencontres | Rapport      |         |        | Spectateurs : 33 000 Arbitrage : René Temmink | Spectateurs : 33 000 Arbitrage : René Temmink |

| Match amical                                      | Suisse                    | 2 - 1   | Slovénie    | Stade de Genève, Genève                     |                                             |
| 28 avril 2004 · 20h15 · Historique des rencontres | Celestini 66e · Yakın 85e | (0 - 1) | 45e Zahovič | Spectateurs : 7 500 Arbitrage : Ruud Bossen | Spectateurs : 7 500 Arbitrage : Ruud Bossen |
| 28 avril 2004 · 20h15 · Historique des rencontres | Rapport                   |         |             | Spectateurs : 7 500 Arbitrage : Ruud Bossen | Spectateurs : 7 500 Arbitrage : Ruud Bossen |

| Match amical                                    | Suisse  | 0 - 2   | Allemagne       | Parc Saint-Jacques, Bâle                          |                                                   |
| 2 juin 2004 · 20h45 · Historique des rencontres |         | (0 - 0) | 62e 84e Kuranyi | Spectateurs : 30 000 Arbitrage : Domenico Messina | Spectateurs : 30 000 Arbitrage : Domenico Messina |
| 2 juin 2004 · 20h45 · Historique des rencontres | Rapport |         |                 | Spectateurs : 30 000 Arbitrage : Domenico Messina | Spectateurs : 30 000 Arbitrage : Domenico Messina |

| Match amical                                    | Suisse    | 1 - 0   | Liechtenstein | Stade du Hardturm, Zurich                       |                                                 |
| 6 juin 2004 · 16h15 · Historique des rencontres | Gygax 90e | (0 - 0) |               | Spectateurs : 10 200 Arbitrage : Dietmar Drabek | Spectateurs : 10 200 Arbitrage : Dietmar Drabek |
| 6 juin 2004 · 16h15 · Historique des rencontres | Rapport   |         |               | Spectateurs : 10 200 Arbitrage : Dietmar Drabek | Spectateurs : 10 200 Arbitrage : Dietmar Drabek |

| CE - tour final                          | Suisse  | 0 - 0 | Croatie | Estádio Dr. Magalhães Pessoa, Leiria             |                                                  |
| 13 juin 2004 · Historique des rencontres |         |       |         | Spectateurs : 24 090 Arbitrage : Lucílio Batista | Spectateurs : 24 090 Arbitrage : Lucílio Batista |
| 13 juin 2004 · Historique des rencontres | Rapport |       |         | Spectateurs : 24 090 Arbitrage : Lucílio Batista | Spectateurs : 24 090 Arbitrage : Lucílio Batista |

| CE - tour final                          | Angleterre                   | 3 - 0   | Suisse | Stade municipal de Coimbra, Coimbra              |                                                  |
| 17 juin 2004 · Historique des rencontres | Rooney 23e 75e · Gerrard 82e | (1 - 0) |        | Spectateurs : 28 214 Arbitrage : Valentin Ivanov | Spectateurs : 28 214 Arbitrage : Valentin Ivanov |
| 17 juin 2004 · Historique des rencontres | Rapport                      |         |        | Spectateurs : 28 214 Arbitrage : Valentin Ivanov | Spectateurs : 28 214 Arbitrage : Valentin Ivanov |

| CE - tour final                          | Suisse         | 1 - 3   | France                     | Stade municipal de Coimbra, Coimbra           |                                               |
| 21 juin 2004 · Historique des rencontres | Vonlanthen 26e | (1 - 1) | 20e Zidane · 76e 84e Henry | Spectateurs : 28 111 Arbitrage : Ľuboš Micheľ | Spectateurs : 28 111 Arbitrage : Ľuboš Micheľ |
| 21 juin 2004 · Historique des rencontres | Rapport        |         |                            | Spectateurs : 28 111 Arbitrage : Ľuboš Micheľ | Spectateurs : 28 111 Arbitrage : Ľuboš Micheľ |

| Match amical                             | Suisse  | 0 - 0 | Irlande du Nord | Stade du Hardturm, Zurich                         |                                                   |
| 18 août 2004 · Historique des rencontres |         |       |                 | Spectateurs : 4 000 Arbitrage : Nicolai Volquartz | Spectateurs : 4 000 Arbitrage : Nicolai Volquartz |
| 18 août 2004 · Historique des rencontres | Rapport |       |                 | Spectateurs : 4 000 Arbitrage : Nicolai Volquartz | Spectateurs : 4 000 Arbitrage : Nicolai Volquartz |

| CM - qualification                           | Suisse                                   | 6 - 0   | Îles Féroé | Parc Saint-Jacques, Bâle                         |                                                  |
| 4 septembre 2004 · Historique des rencontres | Vonlanthen 10e 14e 56e · Rey 29e 44e 55e | (4 - 0) |            | Spectateurs : 13 000 Arbitrage : Alexandru Tudor | Spectateurs : 13 000 Arbitrage : Alexandru Tudor |
| 4 septembre 2004 · Historique des rencontres | Rapport                                  |         |            | Spectateurs : 13 000 Arbitrage : Alexandru Tudor | Spectateurs : 13 000 Arbitrage : Alexandru Tudor |

| CM - qualification                                   | Suisse    | 1 - 1   | République d'Irlande | Parc Saint-Jacques, Bâle                        |                                                 |
| 8 septembre 2004 · 20h30 · Historique des rencontres | Yakın 17e | (1 - 1) | 9e Morrison          | Spectateurs : 28 000 Arbitrage : Kýros Vassáras | Spectateurs : 28 000 Arbitrage : Kýros Vassáras |
| 8 septembre 2004 · 20h30 · Historique des rencontres | Rapport   |         |                      | Spectateurs : 28 000 Arbitrage : Kýros Vassáras | Spectateurs : 28 000 Arbitrage : Kýros Vassáras |

| CM - qualification                         | Israël          | 2 - 2   | Suisse                    | Stade Ramat Gan, Tel-Aviv                    |                                              |
| 9 octobre 2004 · Historique des rencontres | Benayoun 9e 48e | (1 - 2) | 26e Frei · 34e Vonlanthen | Spectateurs : 37 976 Arbitrage : Mark Shield | Spectateurs : 37 976 Arbitrage : Mark Shield |
| 9 octobre 2004 · Historique des rencontres | Rapport         |         |                           | Spectateurs : 37 976 Arbitrage : Mark Shield | Spectateurs : 37 976 Arbitrage : Mark Shield |